# Edson (Schiff)
Die USS Edson (DD-946) war ein Zerstörer der Forrest-Sherman-Klasse der United States Navy. Das Schiff diente von 1958 bis 1988 in der US-Marine und war das erste Schiff, das nach dem Marineinfanteriegeneral und Medal-of-Honor-Träger Merritt A. Edson benannt wurde.

## Geschichte

### Bau und Indienststellung
Die Kiellegung der Edson fand am 3. Dezember 1956 bei Bath Iron Works in Bath statt, der Stapellauf erfolgte am 4. Januar 1958, nach der Taufe durch die Witwe des Namensgebers. Nach weiteren Ausrüstungsarbeiten wurde der Zerstörer am 7. November 1958 unter dem Kommando von Commander Thomas J. Moriarty in Dienst gestellt. Nach einigen Ausbildungs- und Erprobungsfahrten in der Karibik und vor Peru durchquerte der Zerstörer Anfang 1959 den Panamakanal. Am 4. Mai 1959 wurde die Edson im neuen Heimathafen Long Beach der Destroyer Squadron 23 der  US-Pazifikflotte zugeteilt.

### Einsatz
Am 5. Januar 1960 begann nach weiteren Übungen vor der kalifornischen Küste der erste Fernost-Einsatz des Zerstörers, als Teil der Kampfgruppe der Ranger nahm er an einer groß angelegten Rettungsübung vor Japan teil. Nach dem Ende des ersten Einsatzes im Mai 1960 folgte der erste Werftaufenthalt im Juli, bei dem kleinere Mängel, die während der ersten Fahrten aufgetreten waren, behoben wurden. Nach einem Hafenbesuch in Portland, Oregon im Juni 1961 begann im August der nächste Einsatz der Edson im Westpazifik. Im Mai 1964 und im Oktober 1965 war das Schiff ebenfalls als Teil der 7. US-Flotte in Fernost. Während des fünften Einsatzes wurde die Edson bei einer Patrouillenfahrt vor der vietnamesischen Küste von nordvietnamesischer Küstenartillerie beschossen und in den Aufbauten beschädigt. Die Schäden wurden in der United States Naval Base Subic Bay behoben. 1968, 1970 und 1971 folgten dann weitere Einsätze vor der Küste Vietnams. Nach dem Ende des Vietnamkriegs operierte der Zerstörer weiter im Pazifik. Während einer Übung im Dezember 1974 kam es zu einem schweren Brand im Maschinenraum, der aber keine großen Schäden an Mensch und Material verursachte.

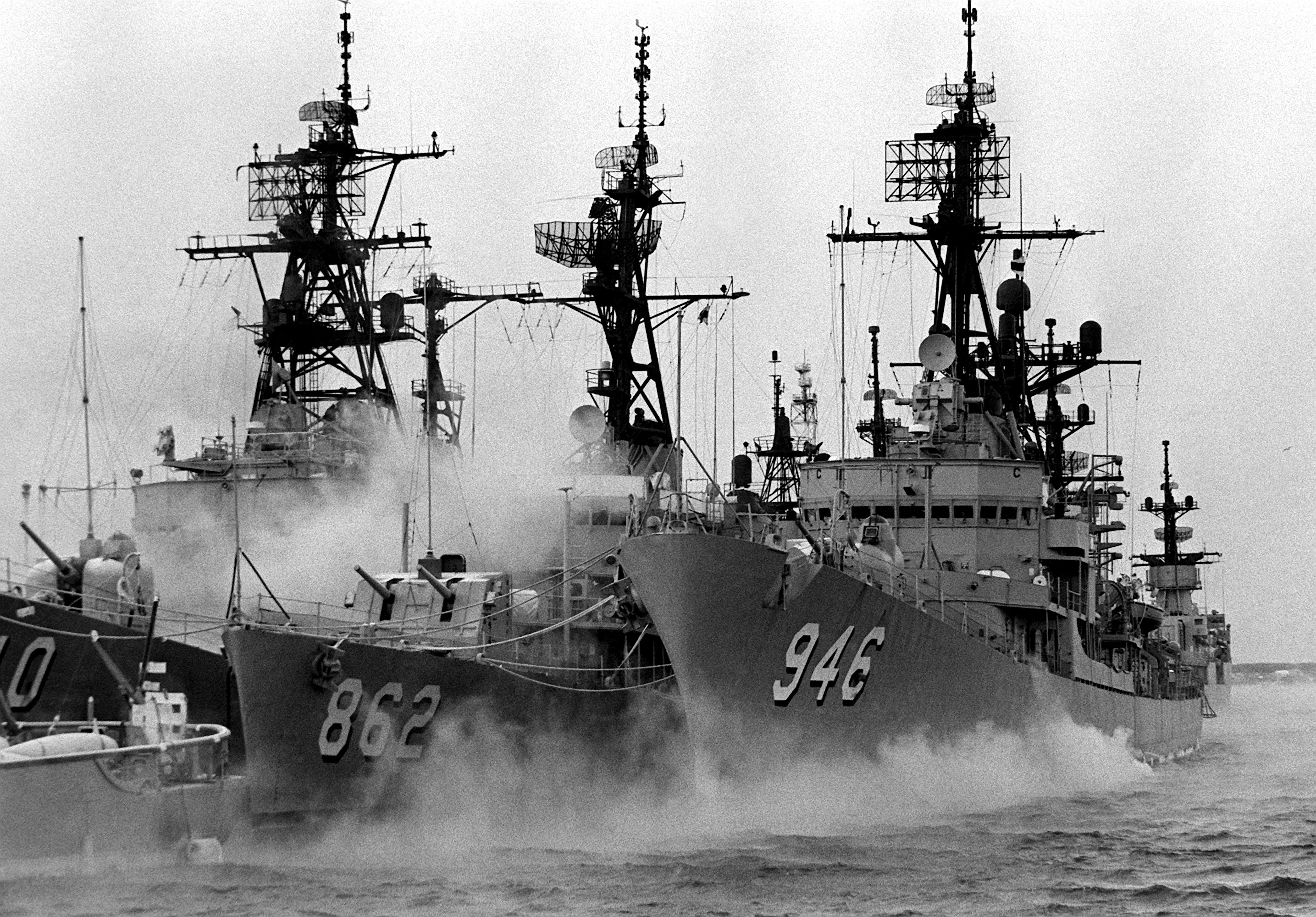
Die Edson neben ihrem Schwesterschiff Manley und der Vogelgesang im Hafen von Newport

Anfang der achtziger Jahre wurde die Edson der US-Marinereserve zugeteilt, blieb jedoch bis zum 15. Dezember 1988 im aktiven Dienst.

### Verbleib
Nach der Ausmusterung lag der Zerstörer von 1989 bis 2004 im Intrepid Sea-Air-Space Museum in New York City als Museumsschiff neben der Intrepid am Kai. 1990 wurde das Schiff als National Historic Landmark der USA ausgezeichnet und gleichzeitig in das National Register of Historic Places eingetragen.  Nach einer Zeit in der Inactive Ship Facility im ehemaligen Philadelphia Naval Shipyard ist das Schiff seit 2013 Teil des „Saginaw Valley Navy and Ship Museum“ in Bay City.